# Yogi the Easter Bear
Yogi the Easter Bear (br: Zé Colmeia, o Urso da Páscoa) é um especial de televisão, produzido pela recém renomeada Hanna-Barbera Cartoons em 1994, dirigido por Robert Alvarez. O especial conta a Páscoa do Zé Colmeia juntamente com seu amigo inseparável Catatau.

## Enredo
O Guarda Smith está trabalhando feito louco para os preparativos da festa da Páscoa, pois além de um monte de crianças, o Comissário-Chefe também estará presente. E por isso mesmo nada pode sair errado. Mas, para variar, nosso incorrigível Zé Colmeia faz a maior bagunça e vira a festa de cabeça para baixo! Arrependido, ele e Catatau saem à procura do Coelho da Páscoa na esperança de que ele possa salvar o evento. Mas nossos heróis descobrem que o Coelho foi sequestrado e decidem ir à sua procura.

## Elencos de Dublagem
| Personagem      | Elenco estadunidense | Elenco brasileiro |
| --------------- | -------------------- | ----------------- |
| Zé Colmeia      | Greg Burson          | Miguel Rosenberg  |
| Catatau         | Don Messick          | Marco Ribeiro     |
| Guarda Smith    | Don Messick          |                   |
| Paulie          | Charlie Adler        |                   |
| Clarence        | Gregg Berger         |                   |
| Female Ranger   | Marsha Clark         |                   |
| Ernest          | Jeff Doucette        |                   |
| Guard Dog       | Ed Gilbert           |                   |
| Male Ranger     | Rob Paulsen          |                   |
| Guarda Mortimer | Jonathan Winters     |                   |

## DVD
A Warner Home Video lançou o filme Zé Colmeia, o Urso da Páscoa em DVD no dia 8 de fevereiro de 2005.